# La thứ
La thứ (thường được viết tắt là Am) là một cung thứ dựa trên nốt La (A), bao gồm các nốt nhạc sau La, Si, Đô, Rê, Mi, Fa, Sol và La. Bộ khóa của  nó không có dấu thăng cũng như dấu giáng.
Cung thể tương đương (relative key) với nó là cung Đô trưởng và cung thể cùng bậc (parallel key) với nó là cung La trưởng. Các sự thay đổi về giai điệu hay hoà âm trong các phiên bản khác nhau của cung này được viết lại khi cần thiết.
Johann Joachim Quantz coi La thứ cùng với Đô thứ diễn tả "nỗi buồn" có hiệu quả hơn bất cứ cung thứ nào khác.

## Những tác phẩm nhạc có sử dụng cung này
- Etude 'Winter Wind' - Frédéric Chopin
- Sáng tác số 13 - Johann Sebastian Bach
- Rondo Alla Turca - Wolfgang Amadeus Mozart
- Für Elise - Ludwig van Beethoven
- Scottish Symphony - Felix Mendelssohn
- Introduction and Rondo Capriccioso - Camille Saint-Saëns
- Rhapsody on a Theme of Paganini - Sergei Rachmaninoff
- Concerto viết cho Piano - Edvard Grieg
- Concerto viết cho Piano - Robert Schumann
- Giao hưởng số 6 - Gustav Mahler
- Classical Gas - Mason Williams

## Những bài hát nổi tiếng
- House of the Rising Sun - Traditional
- Save Tonight - Eagle Eye Cherry
- Anthem for the Year 2000 - Silverchair
- Street Spirit (Fade Out) - Radiohead
- Smooth Criminal - Alien Ant Farm (bản ban đầu của Michael Jackson)
- Californication - Red Hot Chili Peppers (cũng được viết ở cung Đô trưởng)
- Otherside - Red Hot Chili Peppers
- Dani California - Red Hot Chili Peppers
- Mary Jane's Last Dance - Tom Petty and the Heart Breakers
- Interlude/tribute to Adam Lambie in the key of a minor - Blonde Sunshine
- Stairway to Heaven - Led Zeppelin
- Ain't Talkin' 'Bout Love - Van Halen
- November Rain - Guns N' Roses
- Bad Habit - The Offspring
- Pennyroyal Tea - Nirvana
- Lover I don't have to Love - Bright Eyes
- Here Comes the Rain Again - Eurythmics
- Holding Out For a Hero - Bonnie Tyler

### Thông tin khác
Chỉ có bài hát "Jane Doe" trong album Songs in A minor của Alicia Keys thật sự là viết ở cung La trưởng.